# Entasi

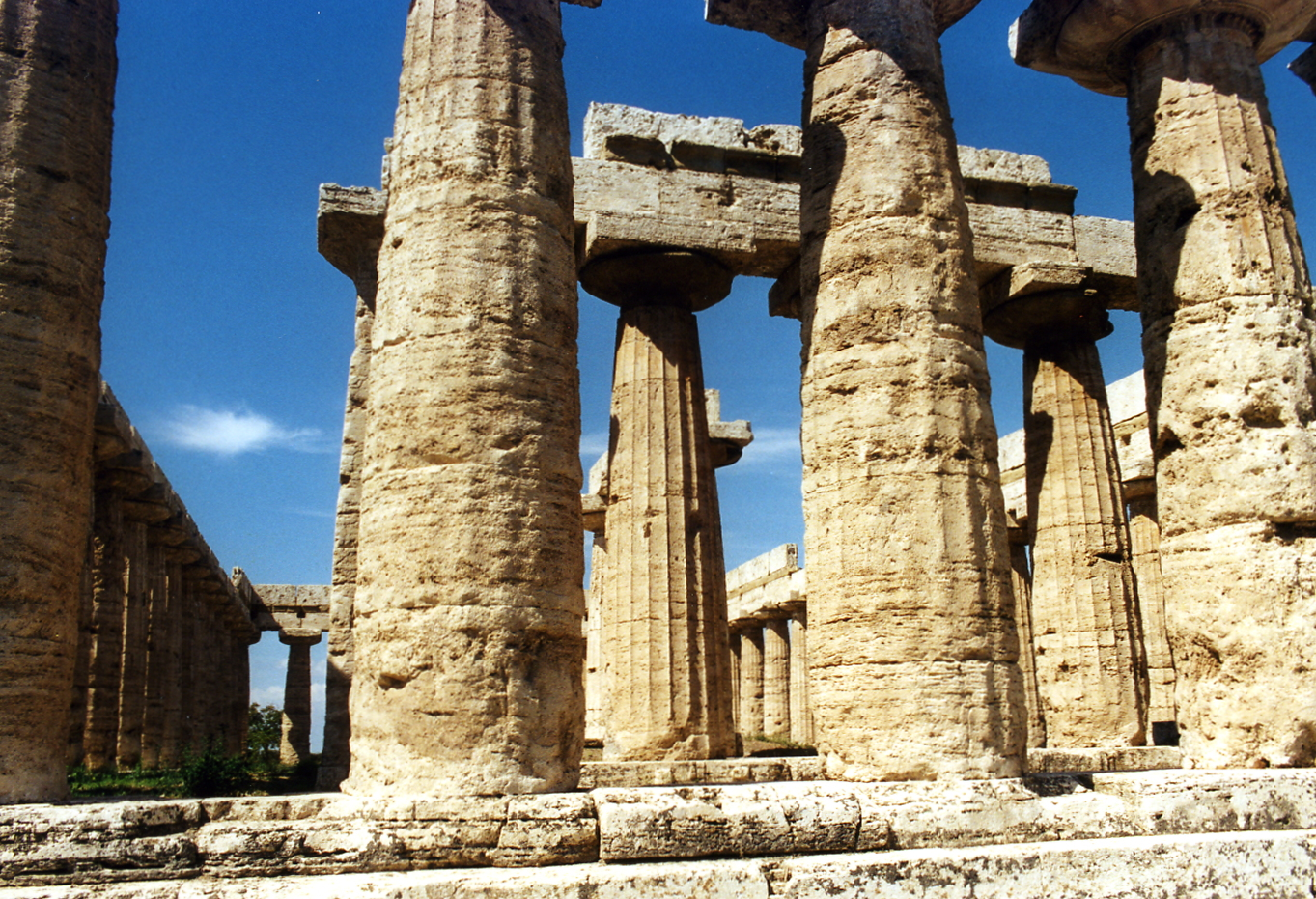
Colonne doriche del tempio di Era a Paestum con rastremazione ed entasi.

L'èntasi (dal greco èntasis = tensione) è il rigonfiamento del fusto della colonna a circa un terzo della sua altezza.
È un accorgimento ottico che mette in evidenza la robustezza della membratura rappresentando lo stato di tensione della colonna che reagisce alla compressione a cui è sottoposta.
L'effetto dell'entasi è esasperato dalla presenza di una maggior o minor rastremazione della colonna, tanto che a volte si può parlare di entasi apparente, effetto dovuto alla sola rastremazione soprastante.
Si sviluppò nel contesto dell'architettura greca, e precisamente dell'ordine dorico. Gli edifici sacri arcaici, come il tempio di Apollo a Corinto e la Basilica di Paestum, presentano rigonfiamenti notevoli; in seguito il profilo delle colonne divenne sempre più teso e l'entasi sempre più esigua.